# Zhili
Zhili – historyczna prowincja w Chinach północnych, ustanowiona za czasów dynastii Ming, a zlikwidowana w 1928 przez rząd Republiki Chińskiej. 
Zhili oznacza "[obszar] bezpośrednio rządzony"; mianem tym za wczesnej dynastii Ming określano dwa obszary, które ze względu na swoje znaczenie gospodarcze i obronne zarządzane były bezpośrednio przez dwór cesarski:
- Nan Zhili (南直隶, południowe Zhili) wokół stolicy w Nankinie, złożone z fragmentów ziem dzisiejszych Jiangsu, Anhui i miasta Szanghaj
- Bei Zhili (北直隶, północne Zhili, ust. 1403) wokół Pekinu; po przeniesieniu tam stolicy w przez cesarza Yongle (1420), często zwane po prostu "Zhili" lub "Zhishi", obejmujące fragmenty dzisiejszych prowincji Hebei, Henan, Shandong i miast wydzielonych Pekin i Tiencin[1][2].

Po podboju qingowskim w 1645 południowe Zhili przemianowano na Jiangnan (江南), a północne Zhili - na Zhili. W XVIII w. zmieniono granice, tak że Zhili obejmowało dzisiejsze Hebei, Liaoning oraz część Mongolii Wewnętrznej. W 1928 rząd republikański odłączył północne ziemie od prowincji, a południową część przemianował na Hebei.
Ze względu na to, że w prowincji znajdowała się stolica (Pekin), Zhili było obszarem strategicznym. W okresie qingowskim, stanowisko gubernatora generalnego prowincji było uznawane za najważniejsze i najbardziej prestiżowe; wśród sławnych gubernatorów znajdowali się m.in. Li Hongzhang, Zeng Guofan i Yuan Shikai.
W okresie rozbicia 1916-1928 prowincja dała nazwę koalicji północnych militarystów (warlord), tzw. klice Zhili.

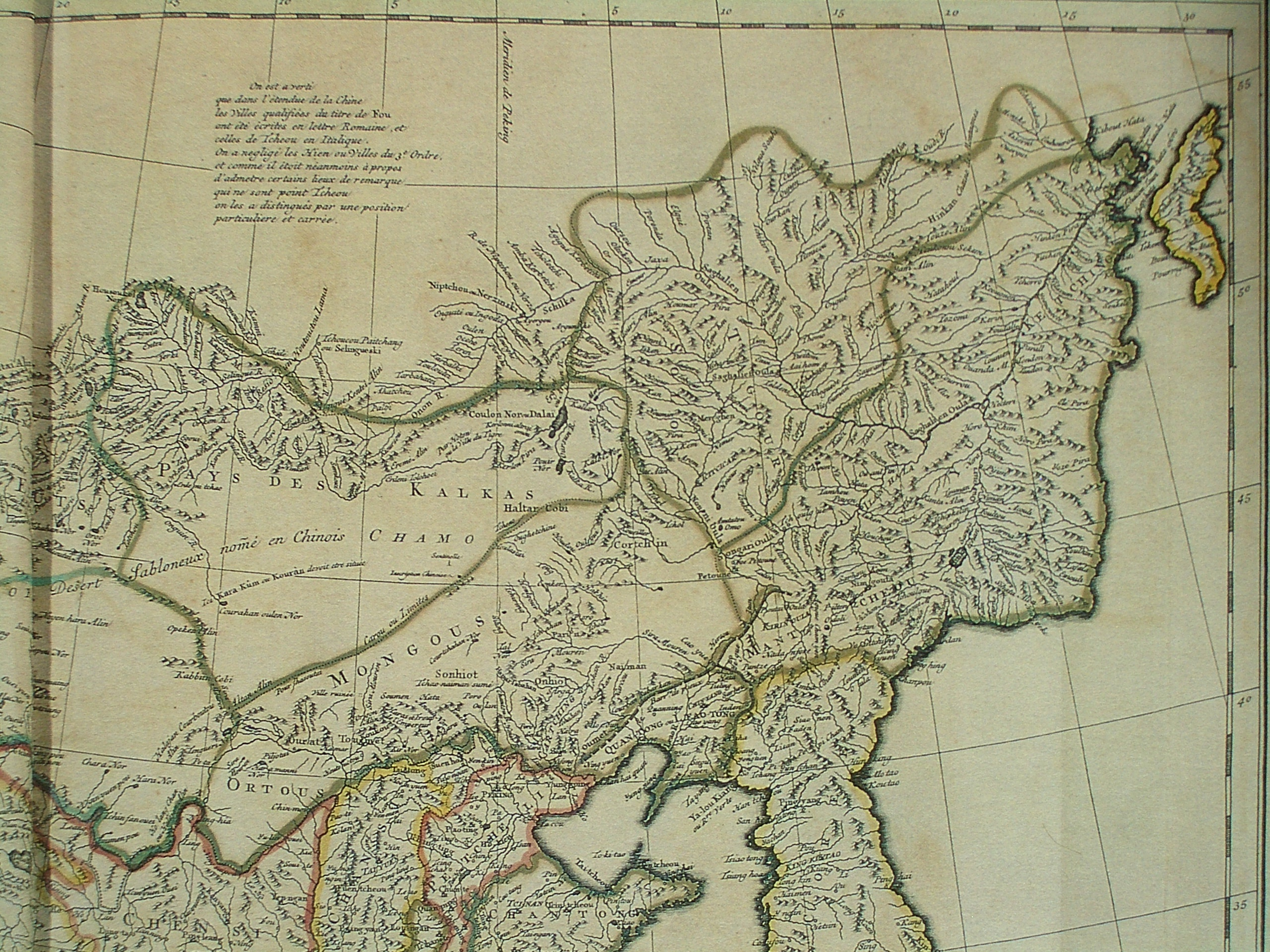
Północne Zhili (Pe Tche Li) na francuskiej mapie z 1734
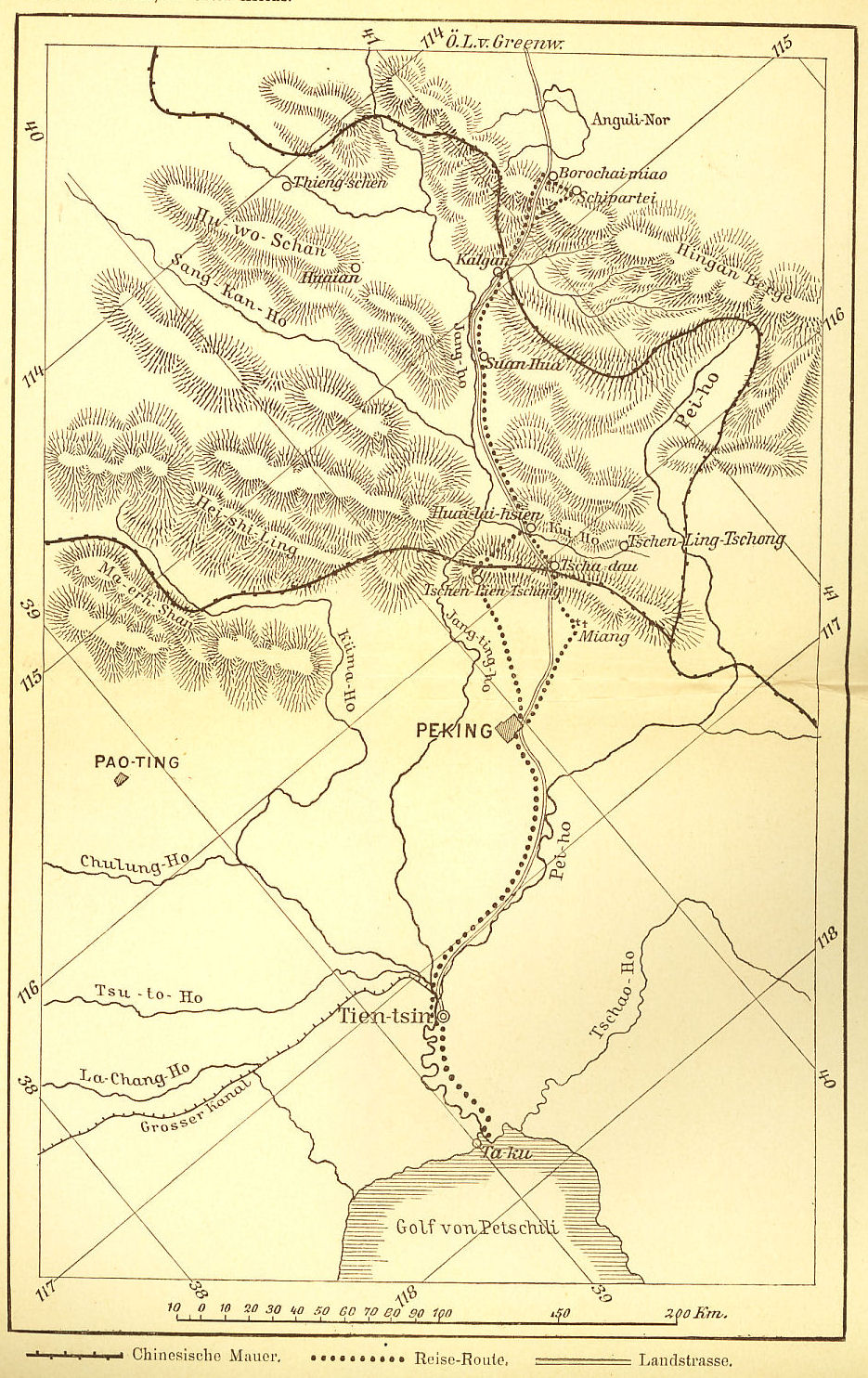
XIX-wieczna niemiecka mapa Zhili
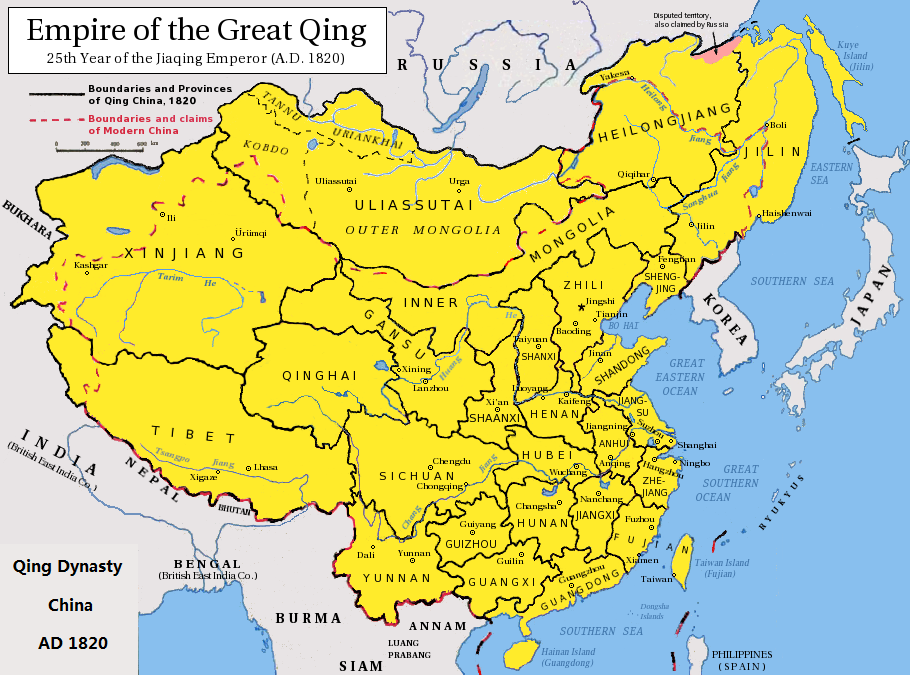
Mapa Chin z 1820 z zaznaczoną prowincją Zhili